# Puente Hawksworth
El Puente Hawksworth (en inglés: Hawksworth Bridge) es un puente colgante de un carril en San Ignacio, un localidad del país centroamericano de Belice. Construido en 1949 y con partes importadas de Middlesbrough, Reino Unido, cruza el río Macal que une San Ignacio con su hermana ciudad de Santa Elena. Es actualmente el único puente colgante en servicio en Belice. Algunos trabajos comenzaron en octubre de 2012, para construir un nuevo puente, más grande que unirá Santa Elena y San Ignacio y tendrá una longitud de 154 metros sobre el río Macal.